# Thrombus ornatus
Thrombus ornatus är en svampdjursart som beskrevs av William Johnson Sollas 1888. Thrombus ornatus ingår i släktet Thrombus och familjen Thrombidae.
Artens utbredningsområde är havet kring Seychellerna. Inga underarter finns listade i Catalogue of Life.